# Zitadelle Spandau (Berlins tunnelbana)
U-Bahnhof Zitadelle Spandau är en tunnelbanestation på linje U7 som ligger i närheten av Zitadelle Spandau. Citadellet har med sin tegelfasad inspirerat till stationens utformning av Rainer G. Rümmler. På stationens väggar återfinns stadsplaner och fotografier från kända personer i Spandaus historia. 

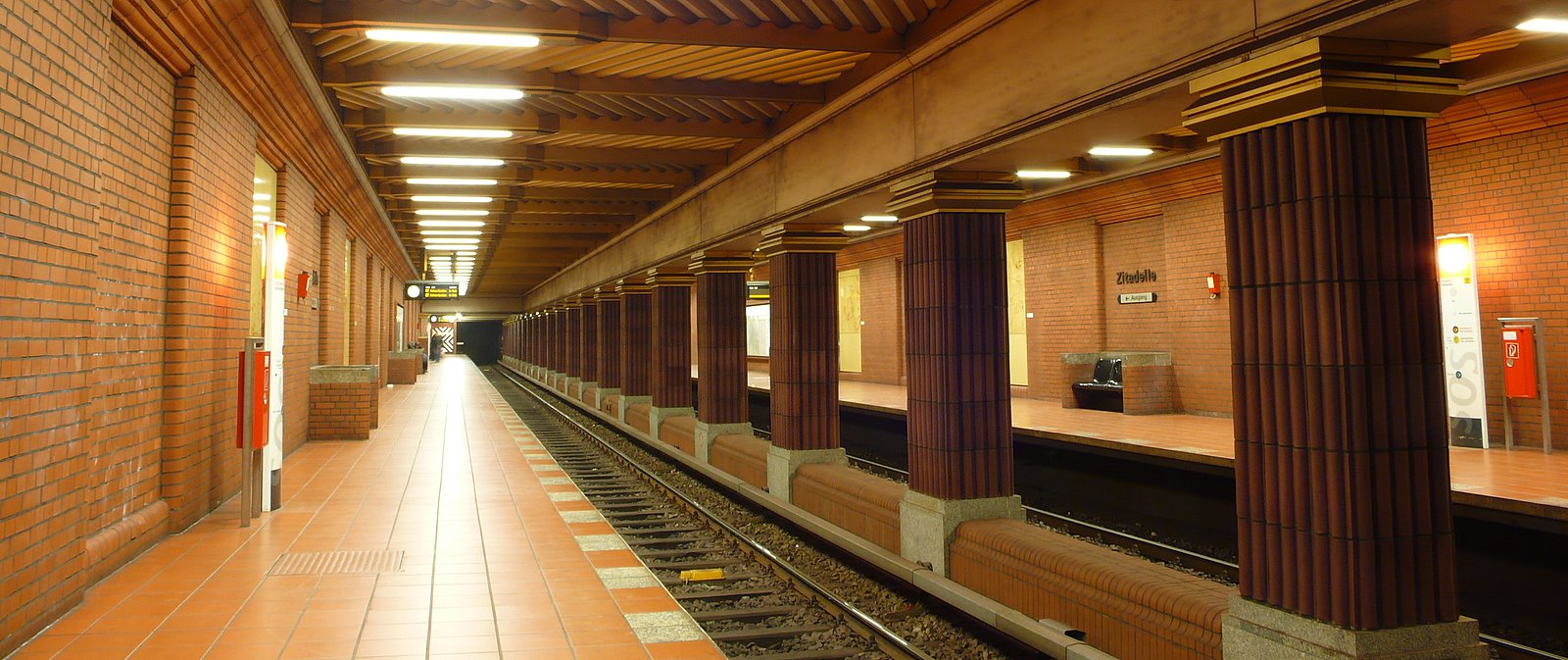
Tunnelbanestation Zitadelle